# William Oefelein
William Anthony Oefelein (Fort Belvoir, 29 maart 1965) is een Amerikaans voormalig ruimtevaarder. In 2007 werd hij door NASA ontslagen wegens zijn betrokkenheid in een ontvoeringszaak tegen Lisa Nowak.
Oefelein maakte deel uit van NASA Astronautengroep 17. Deze groep van 32 ruimtevaarders begon hun training in 1998 en had als bijnaam The Penguins. 
Oefelein’s eerste en enige ruimtevlucht was STS-116 met de spaceshuttle Discovery en vond plaats op 9 december 2006. Tijdens de missie werd de P5 Truss aan het Internationaal ruimtestation ISS geleverd en aangebracht, het elektriciteitsnet van het ruimtestation grondig aangepast en een lid van de ISS Expeditie 14 uitgewisseld. 